# Жакказ, Стефани
Стефани́ Жакка́з (фр. Stéphanie Jaccaz) — французская кёрлингистка.

## Команды
| Сезон                                          | Четвёртый        | Третий          | Второй             | Первый          | Запасной                                 | Турниры              |
| ---------------------------------------------- | ---------------- | --------------- | ------------------ | --------------- | ---------------------------------------- | -------------------- |
| 1996—97                                        | Nadia Bénier     | Оде Бенье       | Лаура Мутацци      | Стефани Жакказ  | Сандрин Моран                            | ЧМЮ 1997 (9 место)   |
| 1997—98                                        | Оде Бенье        | Лаура Мутацци   | Стефани Жакказ     | Сандрин Моран   | Julie Berthet                            | ЧМЮ 1998 (7 место)   |
| 1998—99                                        | Оде Бенье        | Лаура Мутацци   | Стефани Жакказ     | Сандрин Моран   | Julie Berthet                            | ЧМЮ 1999 (7 место)   |
| 1999—00                                        | Оде Бенье        | Стефани Жакказ  | Фабьен Моран       | Татьяна Дюкро   | Сандрин Моран тренер: Nadia Bénier       | ЧЕ 1999 (7 место)    |
| 1999—00                                        | Оде Бенье        | Стефани Жакказ  | Фабьен Моран       | Сандрин Моран   | Лаура Мутацци                            | ЧМ 2000 (10 место)   |
| 2000—01                                        | Сандрин Моран    | Audrey Delphino | Delphine Bredannaz | Melanie Sturm   | Стефани Жакказ тренер: Аньес Мерсье      | ЧЕ 2000 (8 место)    |
| Кёрлинг среди смешанных команд (mixed curling) |                  |                 |                    |                 |                                          |                      |
| 2005—06                                        | Vianney Leudiere | Стефани Жакказ  | Jean-Xavier Cheval | Julie Ducrot    | Guillaume Despres тренер: Joelle Perguet | ЧЕСК 2005 (13 место) |
| 2006—07                                        | Vianney Leudiere | Стефани Жакказ  | Jean-Xavier Cheval | Андре Дюпон-Рок |                                          | ЧЕСК 2006 (17 место) |
| 2010—11                                        | Стефани Жакказ   | Bruno Barbarin  | Laure Duponcel     | Jerome Duponcel | Karine Caux тренер: Jean-Paul Mutazzi    | ЧЕСК 2010 (10 место) |

(скипы выделены полужирным шрифтом)